# Bufeta urinària
La bufeta urinària dita bufeta, bufa o veixiga és un òrgan buit múscul-membranós que forma part del tracte urinari i que rep l'orina dels urèters i l'expulsa a través de la uretra a l'exterior del cos durant la micció.

## Origen embriològic
La bufeta urinària està present en tots els mamífers. Procedeix de la part inferior del pedicle de l'al·lantoide, obliterant-se progressivament la part superior d'aquest pedicle per a formar l'úrac.

## Situació
La bufeta urinària està situada en l'excavació de la pelvis. Per davant està fixada al pubis, per darrere limita amb el recte, amb la part superior de la pròstata i les vesícules seminals en l'home, i amb la vagina en la dona. Per dalt està recoberta pel peritoneu parietal que la separa de la cavitat abdominal, i per baix limita amb la pròstata en l'home i amb la musculatura perineal en la dona.

## Forma
La bufeta urinària quan està plena té una forma esfèrica, i quan està buida s'assembla a un tetraedre amb: 
- Vèrtex anterosuperior en el qual es fixa l'úrac.
- Vèrtex anteroinferior que correspon a l'orifici uretral.
- Vèrtex superoexterns en els quals desemboquen els urèters. La capacitat fisiològica de la bufeta urinària o fins que apareix el desig d'orinar oscil·la entre els 300 i 350 centímetres cúbics. I pot augmentar de 2 a 3 litres en cas de retenció aguda d'orina. Aquesta capacitat es redueix en casos de cistitis fins als 50 centímetres cúbics.

L'interior de la bufeta es visualitza realitzant una cistoscòpia, que observa la mucosa vesical, els meats ureterals i el coll vesical (la unió amb la uretra). Aquests tres punts delimiten el trígon vesical, que és una porció fixa i no distensible de l'òrgan.
La paret de la bufeta està formada per tres capes: 
- Capa serosa: El peritoneu parietal recobreix la bufeta, és la seva cara superior i part posterior, i laterals quan està plena.
- Capa muscular: Està formada per múscul llis amb tres capes:

1. Capa externa o superficial: Formada per fibres musculars longitudinals.
2. Capa mitja: Formada per fibres musculars circulars.
3. Capa interna o profunda: Formada també per fibres longitudinals. Les tres capes de la muscular formen el múscul detrusor que, quan es contreu, expulsa l'orina i té com a antagonistes els esfínters de la uretra.

- Capa mucosa: Està formada per epiteli de transició urinari de fins a vuit capes de cèl·lules, impermeable, en contacte amb l'orina, i per la làmina pròpia que és de teixit conjuntiu.

## Regions de l'interior de la bufeta
- Trígon vesical: Els urèters entren en la bufeta diagonalment a través de la paret dorsolateral, en una àrea anomenada trígon, que té forma triangular i ocupa l'àrea corresponent a la paret posteroinferior de la bufeta. La uretra defineix el punt inferior del triangle que dibuixa el trígon.
- Àpex vesical:El lligament mitjà umbilical connecta amb l'àpex de la bufeta.
- Cúpula vesical: És la part superior i més àmplia de la bufeta, que augmenta considerablement de volum, com una esfera, quan està plena d'orina.
- Coll vesical: Està connectat amb l'os del pubis a través del lligament pubovesical en les dones, i pel lligament puboprostàtic en homes.

## Irrigació i innervació
- Artèries: Provenen de l'artèria ilíaca interna directament o de les seves branques com l'artèria umbilical en la part superior, l'artèria genitovesical en la seva part mitjana o de l'artèria púbica en la seva part inferior.
- Venes: Drenen en un plexe venós pelvià que recobreix l'espai prevesical en la seva cara posteroinferior i que acaba en la vena hipogàstrica.
- Sistema limfàtic: La limfa de la bufeta drena en els ganglis perivesicals, d'aquí als ilíacs externs i als hipogàstrics, que es reuneixen en els ganglis del promontori.
- Nervis: La innervació de la bufeta procedeix de:

1. Plexe lumboaòrtic o hipogàstric: Que conté fibres nervioses del sistema nerviós simpàtic.
2. Plexe presacre: Que conté fibres nervioses del sistema nerviós parasimpàtic.